# 愛媛FC
愛媛FC（えひめエフシー、英: Ehime FC）は、日本の愛媛県松山市を中心として愛媛県全県をホームタウンとする日本プロサッカーリーグ（Jリーグ）に加盟するプロサッカークラブ。

## 概要
1970年創設の松山サッカークラブ（まつやまサッカークラブ）が前身。2006年よりJリーグへ加盟している。ホームスタジアムはニンジニアスタジアム、練習場は愛フィールド梅津寺などである（詳細は#スタジアム・練習場を参照）。また、運営会社は株式会社愛媛FCである。

## 歴史

### 前史
- 1970年：松山東高校OBにより、松山サッカークラブ（松山SC）が創設。愛媛県中予リーグに参加[1][4]。
- 1987年：四国サッカーリーグに昇格[1]。
- 1995年：運営法人として「株式会社愛媛フットボールクラブ」が設立される[1][4]。
- 1996年：愛媛フットボールクラブ（えひめフットボールクラブ、略称：愛媛FC）に名称を変更[1]。JFL昇格を目指して本格的に強化を開始[5]。
- 1997年：南宇和高校サッカー部元監督で、愛光高校サッカー部監督の石橋智之が教員のままで総監督に就任[4]。
  - なお、第77回天皇杯全日本サッカー選手権大会愛媛県代表決定戦決勝で愛媛FCユースが松山大学を破り、本大会に出場（トップチームは準決勝で松山大学に敗北）。本大会の1回戦でアローズ北陸に勝利、2種チームが1種社会人チームを破る初めての試合となった[6]。
- 1998年
  - 京都からコーチ兼任で大西貴（石橋が監督時代の高校選手権優勝時の主将）、西濃運輸から黒田一則が入団。また、早稲田大学在学中の友近聡朗が加入した。
  - 四国リーグで初優勝。また、全国地域サッカーリーグ決勝大会（以下「地域決勝」）に初出場し、3位の成績。
- 1999年：四国リーグを2年連続で優勝[5]。天皇杯に初めて出場。
- 2000年：四国リーグで3年連続で優勝[5]。地域決勝は予選リーグで敗退。

### 2001年 - 2005年（JFL）
- 2001年
  - 1月：全国社会人サッカー連盟の推薦によりJFL昇格が決定[1][5]。
  - 社会人チームを本体から切り離し、任意団体として「愛媛FC」が発足[1][5]。
  - 学校教員の仕事もある総監督の石橋を補佐するため、大西が現役を引退して監督に就任。また、1998年に愛媛FCで1シーズンプレーした友近聡朗が入団した。
  - JFL初年度は16チーム中12位の成績。
- 2003年：新たな運営法人として「株式会社愛媛FC」が設立[1]。
- 2005年

- 大西が監督を退任し（後に愛媛FCユース監督に就任）、磐田ユース元監督の望月一仁が監督に就任。
  - 6月28日：Jリーグ加盟の仮申請を提出。
  - 9月11日：リーグ加盟の予備申請を提出。
  - 9月20日：Jリーグは愛媛FCについて、ホームスタジアムである愛媛県総合運動公園陸上競技場の改修工事が2017年の国民体育大会開催に合わせ2017年完成予定であること、座席が長椅子で年間シートの販売が困難で安定した入場料収入が得られない[4] などとして、このままでは2006年度のJ2入りが困難とする見解を示した。
  - 10月18日：Jリーグ理事会で、スタジアム改修時期を繰り上げた愛媛県側の新たな支援計画（知事公舎の売却益を利用）、愛媛FC側の経営基盤強化策、サポーターの署名運動（1ヶ月半で約22万人の署名）などにより、愛媛FCが今シーズンのJFLで原則2位以内ならば昇格を認めるとの方針を打ち出した。[要出典]
  - リーグ戦は11月27日（後期第14節）にHonda FCを破り、JFL2位以内が確定。また、12月4日（後期第15節）にデンソーに勝利し、JFL初優勝が決定した。
  - 12月5日：Jリーグ臨時理事会で愛媛FCのJリーグ加盟が全会一致で承認[1]。四国地方では徳島ヴォルティス（2005年加盟）に次ぐ2つ目のJリーグクラブとなった。

### 2006年 - 2021年（J2）
2006年
クラブスローガン：「Speed & Aggressive」
望月体制2年目。
広島から田中俊也を完全移籍で、柏から菅沼実、広島から髙萩洋次郎と森脇良太、田村祐基を期限付き移籍でそれぞれ獲得した。Jリーグ加盟後の初戦（3月4日）で横浜FCに勝利。また、元J1の柏や東京Vなどに勝利するなど、J2全チームより勝点を上げ、最終順位は9位。
2007年
クラブスローガン：「ACTION & MOVING」
望月体制3年目。
期限付き移籍期間満了で菅沼実が柏へ、髙萩洋次郎と田村祐基が広島へ復帰。一方で、新潟から西条市出身の青野大介を、広島から大木勉をトライアウトで獲得した。
リーグ戦は、金守智哉、森脇良太、田中俊也、松下幸平、井上秀人、千島徹ら、昨季終盤に主力として活躍した選手の多くが故障。また、大木勉もケガによって一時ベンチを外れるなどした。
大量の故障者が出た結果、最終的には昨季より1つ順位を下げ、10位に終わった。
天皇杯は、4回戦でAFCチャンピオンズリーグ2007で優勝した浦和、5回戦で横浜FCとJ1勢に勝利。愛媛県のチームとして55年ぶりにベスト8に入った。
2008年
クラブスローガン：「STRONG WILL 〜揺るぎない意志〜」
望月体制4年目。
C大阪から多田大介を、京都から三上卓哉を、鳥栖から宮原裕司を、浦和から横山拓也を完全移籍で、大分から河原正治を、G大阪から伊藤博幹と横谷繁を、神戸からキム・テヨンを、大宮から若林学を期限付き移籍で獲得したが、順位は15チーム中14位。
また、10月22日に松山市の姉妹都市であるドイツ・フライブルク・イム・ブライスガウに本拠地を置くSCフライブルクとフレンドシップ協定を結んだ。
2009年
クラブスローガン：「E-Spirit 〜EHIME 〜ひとつになって闘う〜」
望月体制5年目。
期限付き移籍で加入していたキム・テヨン、伊藤博幹、若林学、河原正治、三木良太が期間満了に伴い退団、宮原裕司が福岡に、南祐三が長崎に完全移籍、多田大介がC大阪に期限付き移籍となるなど15人が退団した。
一方で、C大阪から山本浩正を、大分から内村圭宏を、甲府から田森大己とジョジマールを、浦和から大山俊輔を完全移籍で獲得。鳥栖から柴小屋雄一を期限付き移籍で獲得。3月に過去に清水や甲府に在籍していたアライールが加入した。
8月5日の第32節熊本戦はニンスタが使用できず、初めての県外開催（高知県立春野総合運動公園陸上競技場）となる。その熊本戦は怪我人や出場停止選手が続出したためリザーブにGK2人にFPが1人の計3人であった（スタメン全員フルタイム出場となった）。このため、愛媛FCユースおよび愛媛FCしまなみの選手を急遽トップチームに登録した。
さらに広島からU-20日本代表の内田健太を期限付き移籍で、ブラジル3部・リオ・ブランコFCからチアゴとブラジル3部・ウニオン・アグリーコラ・バルバレンセFCからドドも獲得した。また9月14日、望月が監督を解任され、クラブ初の外国人監督となるクロアチア人のイヴィッツァ・バルバリッチが監督に就任したが、最終成績は18チーム中15位。天皇杯は2回戦で敗退。
2010年
クラブスローガン：「E-advance 〜愛媛進化!〜」
バルバリッチ体制2年目。
千島徹と永井俊太が引退、期限付き移籍で加入していた柴小屋雄一と横谷繁、加藤慎也が期間満了に伴い退団、内村圭宏が札幌に、田中俊也がツエーゲン金沢に、ドドがG大阪に完全移籍した。
一方で、ギリシャ2部・イオニコスFCから福田健二、札幌から石井謙伍、山形から小原章吾、甲府から鶴田達也を完全移籍で獲得、川崎から杉浦恭平が期限付き移籍で加入、東浩史も加入した。また、内田健太の期限付き移籍期間が延長された。なお、福田健二については、前所属先のイオニコスFCとの間で問題があり開幕戦に出場できなかった。その後、暫定措置により第2節から登録、出場している。また、新外国人選手としてドウグラスをブラジル・リオグランデ・ド・スル州選手権1部・ヴェラノポリスECRCから獲得したものの、家庭の事情により帰国したため開幕早々の4月16日に退団した。
シーズンを通して昇格争いに絡むことは無く11位で終了。ただし、負けを大幅に減らしたことでJ2参入後初めて得失点差をプラスにした。天皇杯は2回戦で敗退。
2011年
クラブスローガン：「GROW UP EHIME 2011」
バルバリッチ体制3年目。
江後賢一が引退、小原章吾が福岡に、鶴田達也が富山に、持留新作がV・ファーレン長崎に、山本浩正がSC相模原に完全移籍した。
一方で、仙台から萩原達郎、札幌から吉弘充志、千葉から池田昇平を完全移籍で、横浜FMから齋藤学を期限付き移籍で獲得、ユース出身の前野貴徳と小笠原侑生が加入した。また、内田健太と杉浦恭平の期限付き移籍期間が延長された。7月には、甲府から金信泳を、8月には新潟から大野和成を、それぞれ期限付き移籍で獲得した。
最終順位は20チーム中15位。天皇杯は3回戦で広島を下してベスト16に進出した。なお、下部組織であった「愛媛FCしまなみ」を2012年1月を以てグループ外へ移管した（現：FC今治）。
2012年
クラブスローガン：「BORBA -ALL FOR EHIME-」
バルバリッチ体制4年目。
萩原達郎と三上卓哉、金守智哉が引退、ジョジマールと吉弘充志が東京Vに、池田昇平が岐阜に、吉川健太が期限付き移籍先の富山に完全移籍、杉浦恭平（川崎に復帰）、齋藤学（横浜FMに復帰）、大野和成（新潟に復帰後、湘南へ期限付き移籍）、金信泳が期限付き移籍期間満了で退団、岡本剛史が流通経済大学に進学した。
一方で、立命館大学から村上巧が入団、広島からトミッチ、鳥栖から浦田延尚、山形から園田拓也、名古屋から久場光、京都からアライール、横浜FMから秋元陽太を完全移籍で、神戸から有田光希、新潟から加藤大を期限付き移籍で獲得、期限付き移籍で加入していた内田健太が完全移籍に移行した。
リーグ戦では、開幕節町田戦に2-0で勝利、千葉、東京Vと並んで首位に立つ。一旦10位となり第4節終了時に5位に浮上するも、前半戦は主に10位前後で推移、前半戦（第21節）終了時には9位であった。しかし、後半戦初戦の第22節福岡戦の敗北から2連敗、3連敗各2回を含む13試合勝ちなし（3分10敗）と絶不調に陥り、第30節栃木戦に敗れ3連敗となった時点で18位に後退する。しかし、第35節岡山戦に勝利して連続未勝利記録を13で止めると、それから最終節までは8試合連続負けなし（4勝4分）で、16位でシーズンを終えた。天皇杯は、2回戦で湘南に敗退。なお、Jリーグクラブライセンス制度でJ2ライセンスの交付を受けた。シーズン終了後にバルバリッチが監督を退任した。
2013年
クラブスローガン：「一丸 -ICHIGAN-」
クラブOBで愛媛FCユース監督の石丸清隆が監督に就任。
川北裕介と大木勉が引退、前野貴徳が鹿島に、田森大己が京都に、内田健太が清水に、大山俊輔が富山に、小笠原侑生、高杉亮太が長崎に、越智亮介が金沢に、福田健二が香港1部の横浜FC香港に完全移籍、久場光がFC琉球に期限付き移籍、伊東俊と有田光希が期限付き移籍期間満了で退団した。
一方で、日本体育大学から渡辺亮太が入団、名古屋から吉村圭司、栃木から河原和寿、福岡から3年ぶりの復帰となる小原章吾を完全移籍で、FC東京から重松健太郎、湘南から三原向平、横浜FMから松本翔、鳥栖から黒木恭平、京都から伊藤優汰を期限付き移籍で獲得、加藤大の期限付き移籍期間が延長された。また、Jリーグクラブライセンス制度でJ1ライセンスが交付された。年間順位は16位、天皇杯は2回戦で水戸にPK戦で敗れた。
2014年
クラブスローガン：「一心」
石丸体制2年目。
アライールと小原章吾、FC琉球に期限付き移籍していた久場光が引退、園田拓也が熊本に、東浩史が長崎に、秋元陽太が湘南に、兼田亜季重が山形に、石井謙伍が札幌に、赤井秀一がFC今治に完全移籍、加藤大と伊藤優汰、重松健太郎、松本翔、黒木恭平が期限付き移籍期間満了、トミッチが契約満了で退団となった。
一方で、慶應義塾大学から近藤貫太、大阪産業大学から江口直生、神戸U-18から表原玄太が入団、福岡から西田剛とキム・ミンジェ、甲府から林堂眞、札幌から曵地裕哉、新潟から村上佑介、広島から西岡大輝、京都から児玉剛を完全移籍で、甲府から堀米勇輝、京都から原川力、韓国1部・FCソウルからムン・ドンジュを期限付き移籍で獲得、三原向平の期限付き移籍期間が延長された。また、シーズン途中から愛媛FCストライカーファンドを利用し栃木・柏・千葉でのプレー経験があるリカルド・ロボが加入した。
リーグ戦では河原和寿と西田剛が二桁得点を記録するなど気を吐いたものの、全体を通じて苦しいシーズンとなり、最終順位は22チーム中19位に終わった。天皇杯では3回戦で川崎に勝利したが、4回戦で大宮に敗れた。
11月13日、石丸監督の今季限りでの退任が発表された。
2015年
クラブスローガン：「全力前進」
前年まで神戸でコーチを務めていた木山隆之が監督に就任。
1月、決算黒字化のため平成24年度および平成25年度の2年間不適切な会計処理をしていたことが判明。厳しい処分も予想されたが、組織的な関与は認められなかったと判断され、譴責と制裁金300万円に留まった。今回の不祥事の責任を取り亀井文雄社長が引責辞任、3月13日付けで愛媛県出身で日本サッカー協会常務理事兼事務局長などを歴任した豊島吉博が社長に就任した。
関根永悟が引退、渡邊一仁が岡山に、キム・ミンジェが韓国2部・ソウルイーランドFCに、リカルド・ロボがキプロス1部・ドクサ・カトコピアスFCに完全移籍、堀米勇輝と原川力、ムン・ドンジュが期限付き移籍期間満了で退団した。
一方で、早稲田大学から近藤貴司、韓国・FC河南（河南高校）からパク・ソンスが入団、松本から玉林睦実を完全移籍で獲得、C大阪から秋山大地（3月23日 - 7月12日）、清水から瀬沼優司、藤田息吹、G大阪から岡崎建哉、神戸からカン・ユングを期限付き移籍で獲得、期限付き移籍で加入していた三原向平が完全移籍に移行した。シーズン途中の7月には浦和から小島秀仁を完全移籍で、清水から愛媛でプレー経験のある内田健太を期限付き移籍で、8月には東京Vから安田晃大を期限付き移籍で、9月には湘南から白井康介を期限付き移籍で獲得した。一方で代健司が山口に期限付き移籍した。
リーグ戦は第6節大分戦から4連勝するなど、前半戦は9勝3分9敗の11位。後半戦は第25節金沢戦から、クラブ記録となる5連勝を含む9試合負けなし（6勝3分）を記録、第41節福岡戦で敗れたが6位以上が確定。最終順位は5位となり、J1昇格プレーオフに初めて出場した。昇格プレーオフ準決勝は4位のC大阪と引き分けて、規定により敗退となった。天皇杯は3回戦で甲府に敗れた。
2016年
クラブスローガン：「全力前進 〜全てを懸けて戦う〜」
木山体制2年目。J1ライセンスの条件である、クラブハウス併設の天然芝練習場を確保するために、松山市野外活動センターにクラブハウスが建設された。
吉村圭司が引退、村上巧が熊本に、村上佑介が長崎に、前年途中に山口へ期限付き移籍していた代健司が富山に完全移籍、渡辺亮太が長野へ期限付き移籍、岡崎建哉とカン・ユングが期限付き移籍期間満了で退団、近藤貫太が契約満了となった。
一方で、松本から前年水戸に期限付き移籍していたパク・カンイル、岐阜から深谷友基、鹿島から鈴木隆雅を完全移籍で、浦和から茂木力也、阪野豊史を期限付き移籍で獲得、期限付き移籍で加入していた藤田息吹と内田健太、安田晃大、白井康介が完全移籍に移行、瀬沼優司の期限付き移籍期間が延長された。シーズン開幕後には、GKの曵地裕哉、パク・ソンスが相次いで負傷、そのためGKの負傷離脱による登録ウィンドウの例外による期限付き移籍の制度を適用して熊本から原裕太郎が期限付き移籍加入した（代わりに右膝前十字靭帯損傷のけがを負ったパク・ソンスの登録を抹消、ただし選手としての契約は継続。）。
最終順位は10位。シーズン終了後に木山が監督を退任した。天皇杯は3回戦で延長戦の末柏に敗れた。
2017年
クラブスローガン：「速戦力」
前年まで秋田の監督を務めた間瀬秀一が監督に就任。
表原玄太が湘南に、内田健太が名古屋に、児玉剛が山形に、江口直生が秋田に、曵地裕哉が鈴鹿アンリミテッドFCに、パク・チャニョンが山口に、藤直也が新商クラブに、パク・カンイルがマレーシア1部・PKNS FCに、大西勝俉と長野へ期限付き移籍していた渡辺亮太が沼津に完全移籍、茂木力也と阪野豊史、瀬沼優司が期限付き移籍期間満了で退団となった。
一方で、明治大学から丹羽詩温が入団。京都から5シーズンぶりの復帰となる有田光希、秋田から堀田秀平、札幌から神田夢実、C大阪から小暮大器を完全移籍で、千葉から小池純輝、磐田から昨年長崎でプレーした田中裕人を期限付き移籍で獲得。また、昨年GKの負傷離脱による登録ウィンドウの例外による期限付き移籍の制度を適用して獲得した原裕太郎が熊本から完全移籍で加入した。またこの制度で昨年登録を抹消されたパク・ソンスも再び登録された。シーズン開幕後には、中国1部・広州恒大淘宝足球倶楽部から鞠楓、札幌から阿波加俊太を期限付き移籍で獲得した。
最終順位は15位。天皇杯は3回戦で延長戦の末大宮に敗れた。
2018年
クラブスローガン：「反攻追撃」
間瀬体制2年目。
深谷友基が引退、浦田延尚と藤田息吹が松本に、小島秀仁が千葉に、白井康介が札幌に、鈴木隆雅が栃木ウーヴァFCに、三原向平がVONDS市原FCに、安田晃大が南葛SCに完全移籍、期限付き移籍で加入していた阿波加俊太が札幌、鞠楓が中国1部・広州恒大淘宝足球倶楽部に復帰、堀田秀平が秋田へ期限付き移籍した。
一方で、明治大学から山﨑浩介、千葉U-18から竹嶋裕二が入団。新潟から前野貴徳、C大阪から池田樹雷人、札幌から上原慎也、松本から安藤淳を完全移籍で、湘南から神谷優太、千葉から岡本昌弘と吉田眞紀人、FC東京から野澤英之を期限付き移籍で獲得、期限付き移籍で加入していた田中裕人と小池純輝が完全移籍に移行した。シーズン途中には、岡山から藤本佳希、岐阜から禹相皓が期限付き移籍で加入した。
リーグ戦は開幕から4連敗と出遅れ、第8節山形戦からは10戦勝利なし（5分5敗）に陥り、第14節終了時点で22チーム中20位に低迷、5月15日付で成績不振を理由に間瀬秀一をシーズン途中で監督から解任した。後任には、U-18監督の川井健太が就任した。前半戦は3勝しかできず最下位で折り返した。第22節徳島戦から第25節大分戦まで4連勝しシーズン初の連勝を達成したものの、結局これがシーズンを通して唯一の連勝となった。最終的には18位で降格を免れた。天皇杯は2回戦で水戸に敗れた。
2019年
クラブスローガン：「前進」
川井体制2年目。
小池純輝が東京Vに、安藤淳が京都に、上原慎也が琉球に、秋田に期限付き移籍していた堀田秀平が奈良クラブに完全移籍、池田樹雷人が長野へ期限付き移籍。
補強は、興國高校から中川裕仁、びわこ成蹊スポーツ大学から清川流石が入団。福岡から山瀬功治、オーストリア2部・カプフェンベルガーSVからユトリッチを完全移籍で、広島から長沼洋一と川村拓夢、松本から下川陽太を期限付き移籍で獲得した。また、期限付き移籍で加入していた藤本佳希と禹相皓が完全移籍に移行、神谷優太と岡本昌弘、吉田眞紀人、野澤英之の期限付き移籍期間が延長された。シーズン途中には、川崎から馬渡洋樹、浦和から茂木力也が期限付き移籍で加入した。
開幕から1勝1分と開幕ダッシュに成功したが、その後は勝ちきれない試合が多くなり第9節から第13節まて5戦勝利なし（2分3敗）となり、第13節終了時点でJ3降格圏内の21位まで順位を下げた。第17節では、この年J2に降格していた柏に勝利するなど時折見せる上位キラーぶりを発揮した。第25節から第27節まで3連勝しシーズン初の連勝を達成したものの、結局これがシーズンを通して唯一の連勝となった。最終順位は19位。天皇杯は2回戦で徳島にPK戦で敗れた。
2020年
クラブスローガン：「前進」
川井体制3年目。
2013年から7シーズン在籍した河原和寿が引退、近藤貴司が大宮に、神田夢実が東京23FCに、林堂眞が富山に、玉林睦実がアルティスタ浅間に、禹相皓が栃木に、ユトリッチがキプロス1部・ドクサ・カトコピアスFCに完全移籍、野澤英之、神谷優太、下川陽太、馬渡洋樹が期限付き移籍期間満了で退団、パク・ソンスがFC岐阜へ期限付き移籍した。
補強は、びわこ成蹊スポーツ大学から忽那喬司、明治大学から加藤大智、帝京長岡高校から吉田晴稀が入団、U-18から三原秀真が昇格した。ヴァンフォーレ甲府から横谷繁、横浜FCから渡邊一仁、辻周吾、琉球から西岡大志、徳島からシシーニョを完全移籍で、磐田から森谷賢太郎を期限付き移籍で獲得。また、期限付き移籍で加入していた岡本昌弘と吉田眞紀人、茂木力也が完全移籍に移行、長沼洋一と川村拓夢の期限付き移籍期間が延長された。
シーズン中の10月9日、中川裕仁が両者合意のもと契約を解除した。
リーグ戦は第2節徳島戦で前半で3点を先取されるも後半4点を取って逆転勝ち。第3節山口に勝利し2連勝。しかしシーズンを通しての最多連勝は2連勝が2回のみだった。第38節大宮戦でも前半3点ビハインドから3点を取って追いつくなど諦めない姿勢を見せたが、その一方で第10節金沢戦では3点リードから逆転負け、代替試合を含む残り5試合はすべて完封負けでシーズン終了、中でも第40節琉球戦は0-6の大敗を喫した。最終順位は21位だったが、新型コロナウイルス感染拡大の影響を受け、同年はJリーグ全カテゴリーで降格なしとされたことによりJ3降格は免れた。
12月20日、川井健太が監督を退任した。
2021年
クラブスローガン：「原点回帰」
新監督に、前年まで愛媛のアカデミーヘッドオブコーチングを務めていた和泉茂徳が就任。コーチに、共に愛媛県出身で京都監督の實好礼忠と山形コーチの青野慎也が就任した。青野は2度目のトップチームコーチ就任となる。
シシーニョと西岡大輝、原裕太郎が引退、丹羽詩温が金沢に、山﨑浩介が山形に、有田光希が甲府に、清川流石がおこしやす京都ACに、岐阜に期限付き移籍していたパク・ソンスが韓国1部・大邱FCに完全移籍、長沼洋一が期限付き移籍満了に伴い広島へ復帰、竹嶋裕二が契約満了で退団となった。
補強は甲府から内田健太、松本から浦田延尚がそれぞれ復帰、大分から前田凌佑を完全移籍で、湘南から秋元陽太、町田から大谷尚輝、大宮から近藤貴司、名古屋から榎本大輝を期限付き移籍で獲得した。また、期限付き移籍で加入していた森谷賢太郎が完全移籍に移行、川村拓夢の期限付き移籍期間が延長された。　
開幕節東京Vに0-3で敗れ、2戦連続引き分けの後3連敗し開幕から6戦未勝利、最下位となった後の4月4日に監督の和泉が辞意を表明、コーチの實好が後任に就任した。第8節大宮戦でシーズン初勝利を挙げ、続く第9節松本戦で連勝し16位まで浮上したが、結果的にこれがシーズン唯一の連勝となり、直後の第10節で敗れ再び同年のJ3降格圏となる19位に転落。その後は第13、15、19、26各節終了時に18位浮上した以外は常に19位以下に低迷し、第41節水戸戦に敗れた時点で同シーズンの20位以下が決定、16シーズン所属したJ2リーグから降格することとなった。最終節ホームレノファ山口戦で引き分け、同節大敗した北九州に勝点35で並び得失点差で逆転、最終的に20位でシーズン終了。アウェーゲームでは6勝5分10敗で勝点23を獲得しながら、ホームゲームでは同年J2全22チーム中最低の1勝 で勝点12しか挙げられなかったことが影響した。
シーズン最終戦終了翌日の12月6日、實好が監督を退任した。

### 2022年 - 2023年（J3）
2022年
クラブスローガン：「WINNING TOGETHER」
2013-14年の間監督を務めた石丸清隆が8シーズンぶりに監督として復帰。また2005-07年の間選手として所属した羽田敬介がGKコーチに就任した。
期限付き移籍で加入していた秋元陽太が引退、川村拓夢は期間満了で広島へ復帰。
開幕3連敗で第3節終了時には最下位にまで転落したが、第4節YS横浜戦からの7試合負けなし（4勝3分）で9位まで浮上、更に第16節宮崎戦からの5連勝で、第20節終了時点で2位鹿児島と勝点差4の5位まで浮上する。しかし第21節富山戦から第29節北九州戦までの8試合 で1勝3分4敗と低迷、第30節、愛媛の試合前日の10月22日に2位藤枝が引き分け、残り6試合で2位との勝点差が19となったため、この時点で1年でのJ2復帰の可能性が完全に消滅した。
2023年
クラブスローガン：「己超（おのれごえ）」
石丸体制2年目。
横谷繁が引退、近藤貴司が長野に、田中裕人が秋田に、小原基樹が広島に、西岡大志が宮崎に、栗山直樹がシンガポール1部・ホウガン・ユナイテッドFCに、吉田眞紀人が房総ローヴァーズ木更津FCに、内田健太がFCマルヤス岡崎に完全移籍、期限付き移籍で加入していた進昂平が群馬へ、鈴木大誠が徳島へ、大澤朋也が大宮へ、板橋洋青が鳥栖へ復帰、高木利弥と前田凌佑が契約満了で退団となった。
補強は、U-18から行友翔哉と牧口一真が昇格、関西大学から深澤佑太、関西福祉大学から谷本駿介が入団、水戸から曽根田穣、大宮から菊地俊介、東京Vから山口竜弥、仙台から平岡康裕、福山シティFCから曽田一騎を完全移籍で獲得、群馬から深堀隼平、大宮から吉永昇偉、岡山から疋田優人、柏から大嶽拓馬、東京Vから石浦大雅を期限付き移籍で獲得、吉田晴稀が期限付き移籍より復帰。7月には柏から升掛友護、横浜FMから木村卓斗が育成型期限付き移籍で加入。8月には行友翔哉が、ポルトガル1部・FCファマリカンへ期限付き移籍した。
リーグ戦は、開幕節こそホームで岩手に1-5で大敗し、得失点差で最下位に沈んだものの、その後、第2節長野戦から第10節今治戦まで9試合負けなし（5勝4分）など、着実に勝点を積み重ね、第17節富山戦に4-3で勝利し首位に浮上した。また、この試合において、深堀隼平がハットトリックを達成、愛媛FCとしてJリーグ公式戦において初の記録となった。この試合含め7月は無敗（3勝2分）であっことが評価され、7月度のJ3月間最優秀監督賞に石丸清隆、J3月間MVPに深堀隼平が選出された。これらの試合を含む第14節奈良戦から第27節琉球戦まで14試合負けなし（9勝5分）と安定した戦いを続け、第17節終了時点で首位に立って以降は一度もその座を譲ることなく、11月11日の第35節今治戦に勝利、2位鹿児島が敗れたため、J3優勝とJ2復帰が同時に決定した。このJ3優勝が愛媛にとって初のJリーグタイトルとなった。

### 2024年 - （J2）
2024年
クラブスローガン：「己道（おのれどう）」
石丸体制3年目。
平岡康裕が引退、大城蛍が鳥取に、忽那喬司が長野に、矢田旭が北九州に、吉田晴稀がEDO ALL UNITEDに、岩井柊弥がアヴェントゥーラ川口に、佐々木匠がヌグリ・スンビランFCに完全移籍、期限付き移籍で加入していた吉永昇偉が大宮へ、深堀隼平が群馬へ、疋田優人が岡山へ、木村卓斗が横浜FMへ、升掛友護が柏へ復帰した。6月には黒川雷平がティアモ枚方に育成型期限付き移籍した。
補強は関西大学から谷岡昌 、磐田U-18から舩橋京汰、韓国・西海高校からカン・ソンチャンが入団、韓国1部・浦項スティーラースからパク・ゴヌ、韓国1部・全北現代モータースからユ・イェチャン、鳥栖から藤原悠汰、岐阜から窪田稜を完全移籍で、C大阪から石渡ネルソン、徳島から浜下瑛、神戸から尾崎優成を期限付き移籍で獲得、東京Vから期限付き移籍で加入していた石浦大雅が完全移籍に移行した。7月には神戸から浦十藏が育成型期限付き移籍で加入した。8月には山口竜弥が徳島に移籍した一方で、ガンバ大阪から今野息吹が育成型期限付き移籍で加入した。また、行友翔哉がFCファマリカンへの期限付き移籍から復帰した。
開幕節はホームで秋田と対戦、今シーズン移籍してきた窪田稜のゴールを守り切り1-0で勝利、2017年以来実に7年ぶりの白星スタートとなった。前半戦は勝点25(6勝7分6敗)の10位で折り返した。
カップ戦の戦績は、ルヴァンカップは長崎に延長の末敗れ1回戦敗退。天皇杯では、初戦となる2回戦で岡山に7-1で勝利、こちらも7年ぶりの天皇杯での勝利となった。この試合において、ルーキーの舩橋京汰がハットトリックを達成した。続く福岡には2-0で勝利、10年ぶりのベスト16進出となった。ベスト16では広島に0-2で敗れた。
7月30日に、中京大学の武藤寛が2026シーズンから加入することが内定した。また、同選手が2024年JFA・Jリーグ特別指定選手に認定された。
20節以降、10位前後を保っていたものの、27節以降は大失速。8月18日の27節（対大分戦）以降は勝ち星を挙げられず、35節のアウェー鹿児島戦では、同じく残留争いをする相手に0‐4での大敗を喫し、試合終了後はサポーターによって即時に幕の撤収が行われた。次節のホーム仙台戦のバス入りでは、チャントを歌わずに選手を出迎えるなど、不穏な空気に包まれたままシーズンを終えた。J3降格こそ免れたものの、2024シーズンにJ2リーグに所属している20チーム中最多の失点数を記録し、最終順位は17位に沈んだ。
12月13日に、行友翔哉がU-19日本代表トレーニングキャンプのメンバーに選出された。
2025年
クラブスローガン：「己道（おのれどう）」
石丸体制4年目。強化部スポーツダイレクターの吉村光示が、新設されたリクルート部リクルートダイレクターに就任した。また、強化部スポーツダイレクターの後任が、昨年までサガン鳥栖のトップチームコーチを務めていた岩田直幸に決まった。
森脇良太、前野貴徳、菊地俊介が現役引退。松田力が富山へ、佐藤諒が大阪へ、茂木駿佑と曽田一騎が琉球へ、小川大空と森下怜哉が鳥栖へ、三原秀真が沼津へ完全移籍。黒川雷平とカン・ソンチャンが高知へ、牧口一真がC大阪へ、ユ・イェチャンが奈良へ期限付き移籍。期限付き移籍で加入していた石渡ネルソンがC大阪へ、尾崎優成と浦十藏が神戸へ、浜下瑛が徳島へ復帰した（石渡はいわきへ、尾崎は秋田へ、浦は富山へそれぞれ期限付き移籍、浜下は徳島も契約満了となり、YSCC横浜へ完全移籍）。森脇に関しては、引退後に「2025シーズン愛媛FCポジティブエナジャイザー」に就任した。
補強は、藤枝から山原康太郎が、群馬から佐藤亮が、水戸（長野）から黒石貴哉が、金沢から田口裕也が、横浜FMから白坂楓馬が、徳島から石尾崚雅が、中国プロサッカーリーグ（中国超級）の山東泰山からマルセル・スカレゼが完全移籍で加入、横浜FM（徳島）から村上悠緋が、広島から細谷航平が、福岡から鶴野怜樹と森山公弥が、湘南（栃木SC）から福島隼斗が、名古屋（水戸）から甲田英將が、名古屋から吉田温紀が、タイ・リーグ1のBGパトゥム・ユナイテッドFCからエカニット・パンヤが、ブラジル1部リーグのクルゼイロECからアルトゥール・ヴィアナが期限付き移籍で加入、同志社大学から金沢一矢が2024年JFA・Jリーグ特別選手として加入した。また、愛媛FC U18の島佑成が高校2年生でプロ契約を結んだ。2025シーズンからは、愛媛FC U18チームに所属しながら、Jリーグの公式戦に出場可能な2種登録としてプロチームのトレーニングに参加する。なお、高校在学中のプロ契約は、愛媛FCとしては初である。7月には、徳島から杉森考起を完全移籍で、水戸から前田椋介を期限付き移籍で獲得。8月には、韓国1部リーグの光州FCからイ・ジェファンを完全移籍で獲得した。
2月14日に、2026シーズンからの加入が内定している武藤寛が2025年JFA・Jリーグ特別指定選手として認定された。
4月4日に、U-18チームに所属する亀山雄汰がトップチームに登録（2種登録）された。
5月13日に、エカニット・パンヤが FIFA国際親善試合＆AFCアジアカップ2027予選 メンバーのタイ代表に選出された。
チームは「J1昇格」を目標としていたが、7節までの戦績が0勝1分6敗、20チーム中20位という結果となり、4月2日に公式が声明を出す事態となる。その後は「第13節までに勝点10を達成する」ことを掲げる。しかし、13節までに勝点8（1勝5分7敗）と目標を達成できず、公式は2度目の声明を出す。「第19節までに勝点17以上」と目標を設定したものの、19節まで残り2試合となったところで勝点10となり、目標は再び未達となることが確定した。
5月20日付で、監督の石丸清隆が契約解除となった。暫定的な監督として青野慎也コーチが就任した。また、チームの目標は「J1昇格」から「J2残留」に下方修正となった。

## タイトル

### リーグ戦
- J3リーグ：1回
  - 2023
- 日本フットボールリーグ：1回
  - 2005
- 四国サッカーリーグ：3回
  - 1998, 1999, 2000

### その他
- J2リーグ
  - フェアプレー賞：2015、2017
- 日本フットボールリーグ
  - 特別賞：2002

### 個人
- J3リーグ
  - 最優秀選手賞
    - 2023年：松田力

  - ベストイレブン
    - 2023年：辻周吾、小川大空、森下怜哉、谷本駿介、茂木駿佑、松田力

  - 月間MVP
    - 2023年7月：深堀隼平

  - 月間最優秀監督賞
    - 2023年7月：石丸清隆

  - 月間ベストゴール
    - 2023年8月：谷本駿介 (8月26日 第24節讃岐戦）
- 日本フットボールリーグ
  - 最優秀選手賞
    - 2005年：濱岡和久

  - ベストイレブン
    - 2003年：濱岡和久、友近聡朗
    - 2005年：羽田敬介、金守智哉、濱岡和久

  - 敢闘賞
    - 2001年：大西貴
    - 2002年：西川司
    - 2005年：友近聡朗

  - 最優秀監督賞
    - 2005年：望月一仁

## スタジアム・練習場
ホームスタジアムはニンジニアスタジアムである。なお、JFLに所属していた2005年までは、愛媛県総合運動公園球技場（メインスタンドのみ3,000人収容、ナイター設備なし）も使用しており、2003年までは主に球技場をメインとしていた。
練習場は愛フィールド梅津寺以外に、ニンジニアスタジアム、松山市野外活動センター（レインボーハイランド）、北条スポーツセンター球技場・陸上競技場を使用している。2021年、公式映像製作を担当する地元民放局の南海放送が松山ラジオ送信所を含む多目的広場「南海放送サンパーク」（松山市井門町）の運動広場として使用されてきた一角を愛媛FCのトレーニング施設用地として提供、トップチーム練習施設として天然芝グラウンド1面とクラブハウスを建設し、2022年4月11日から利用を開始した。なお、2010年に梅津寺にクラブハウスが建設されるまではサンパーク運動広場を主たる練習場として使用しており、12年ぶりの復帰となった。2023年現在、クラブハウスは梅津寺・レインボーハイランド・サンパークの3箇所を併用している。

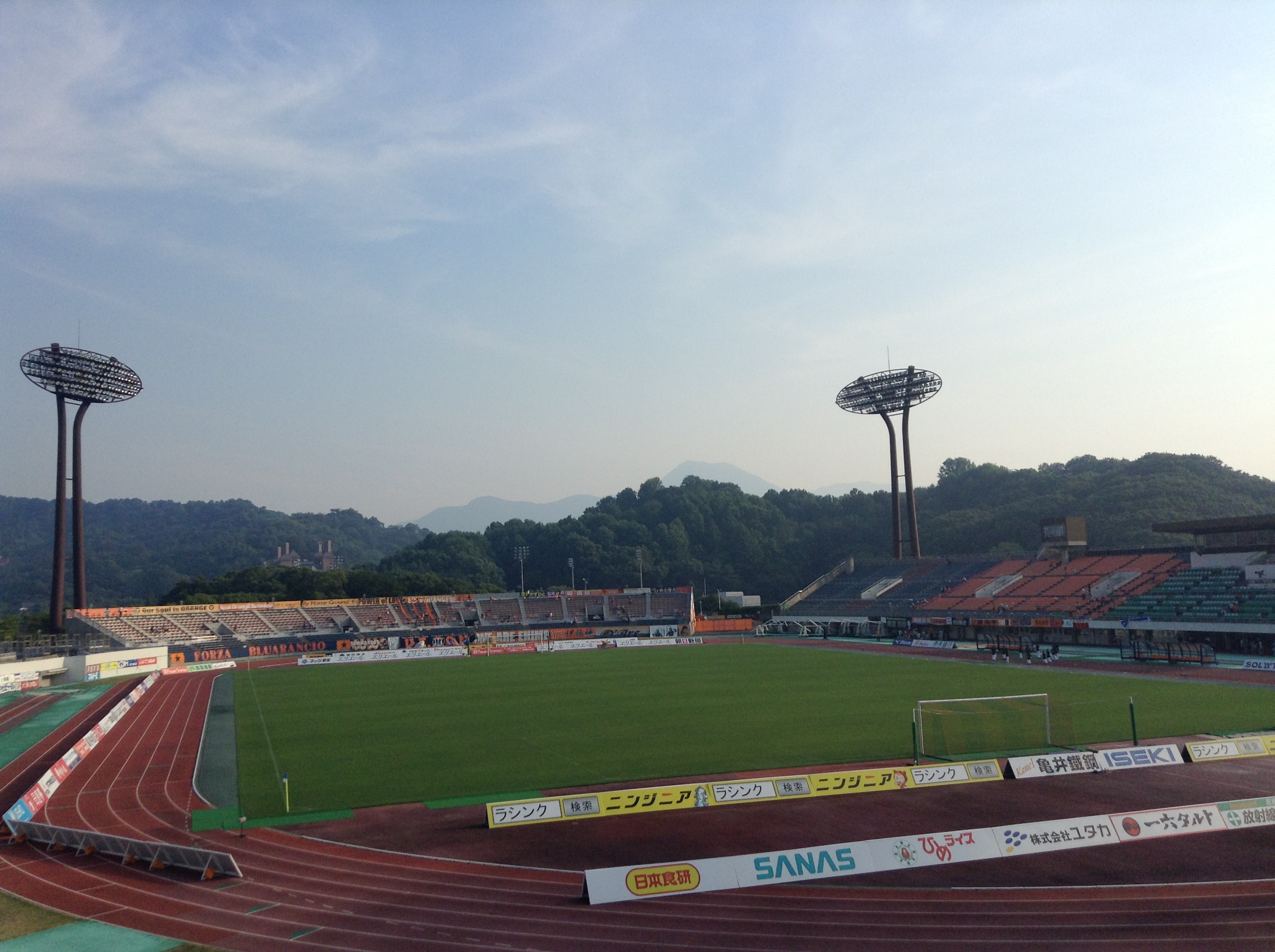
ニンジニアスタジアム
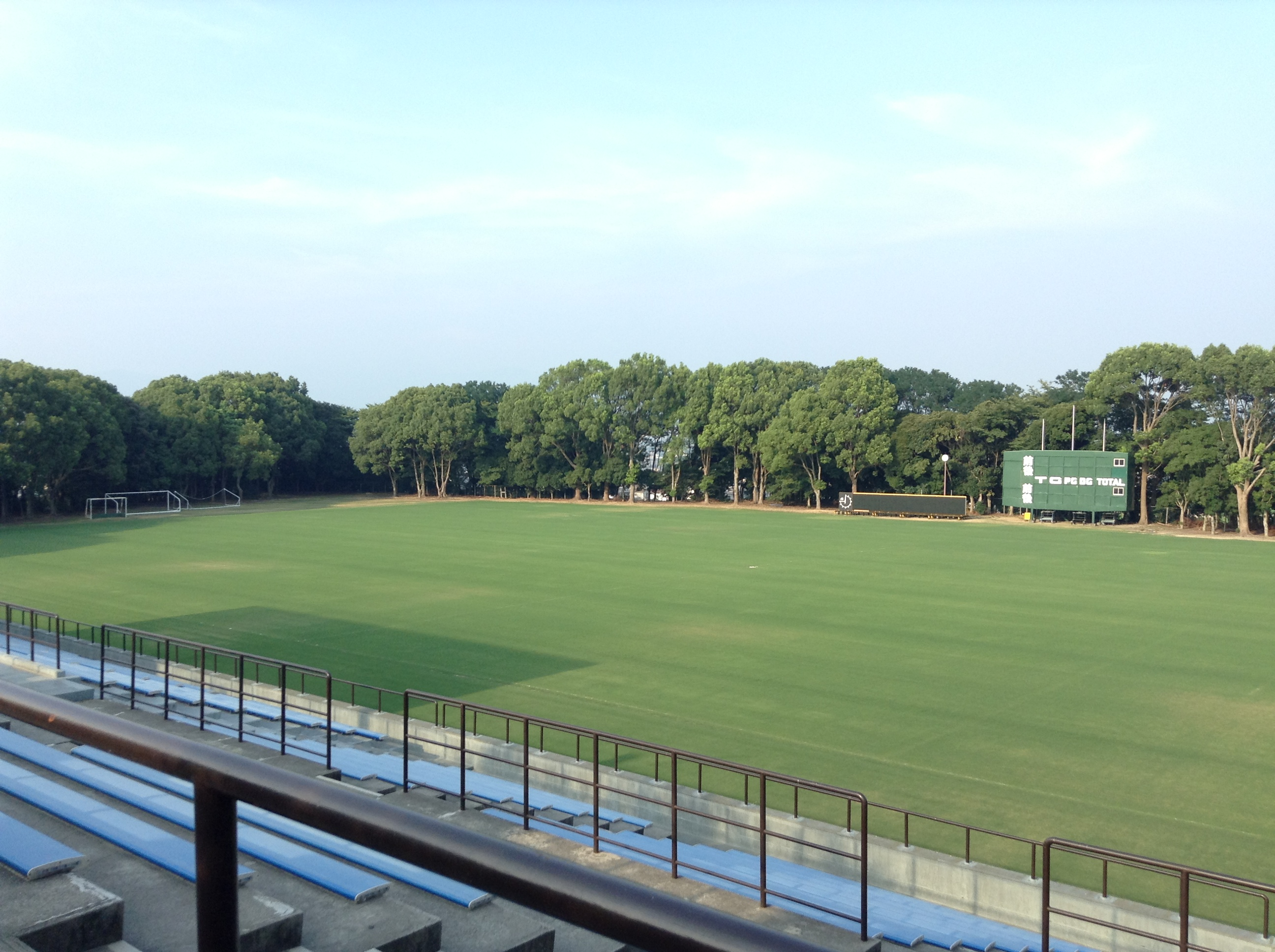
愛媛県総合運動公園球技場
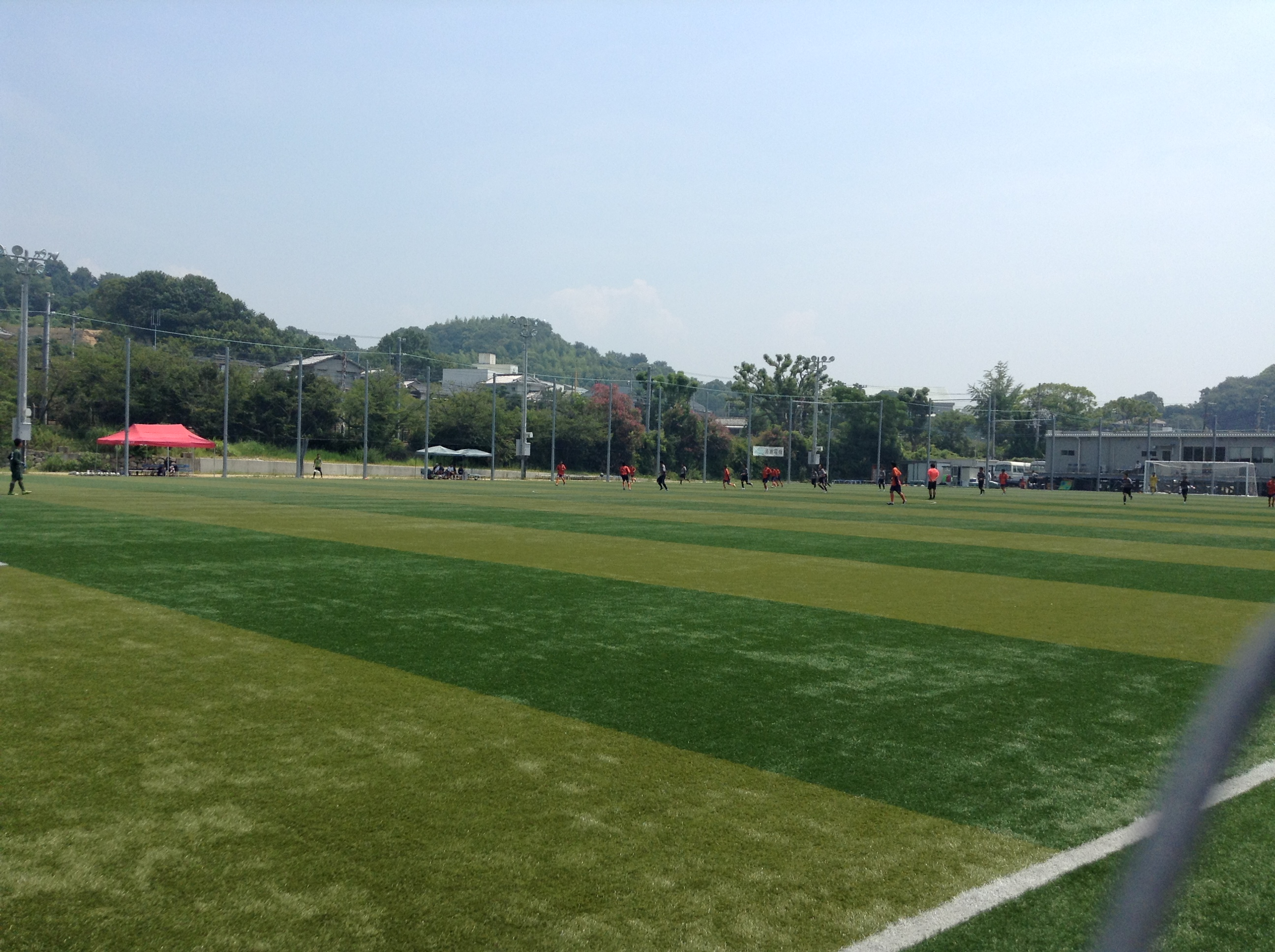
愛フィールド梅津寺
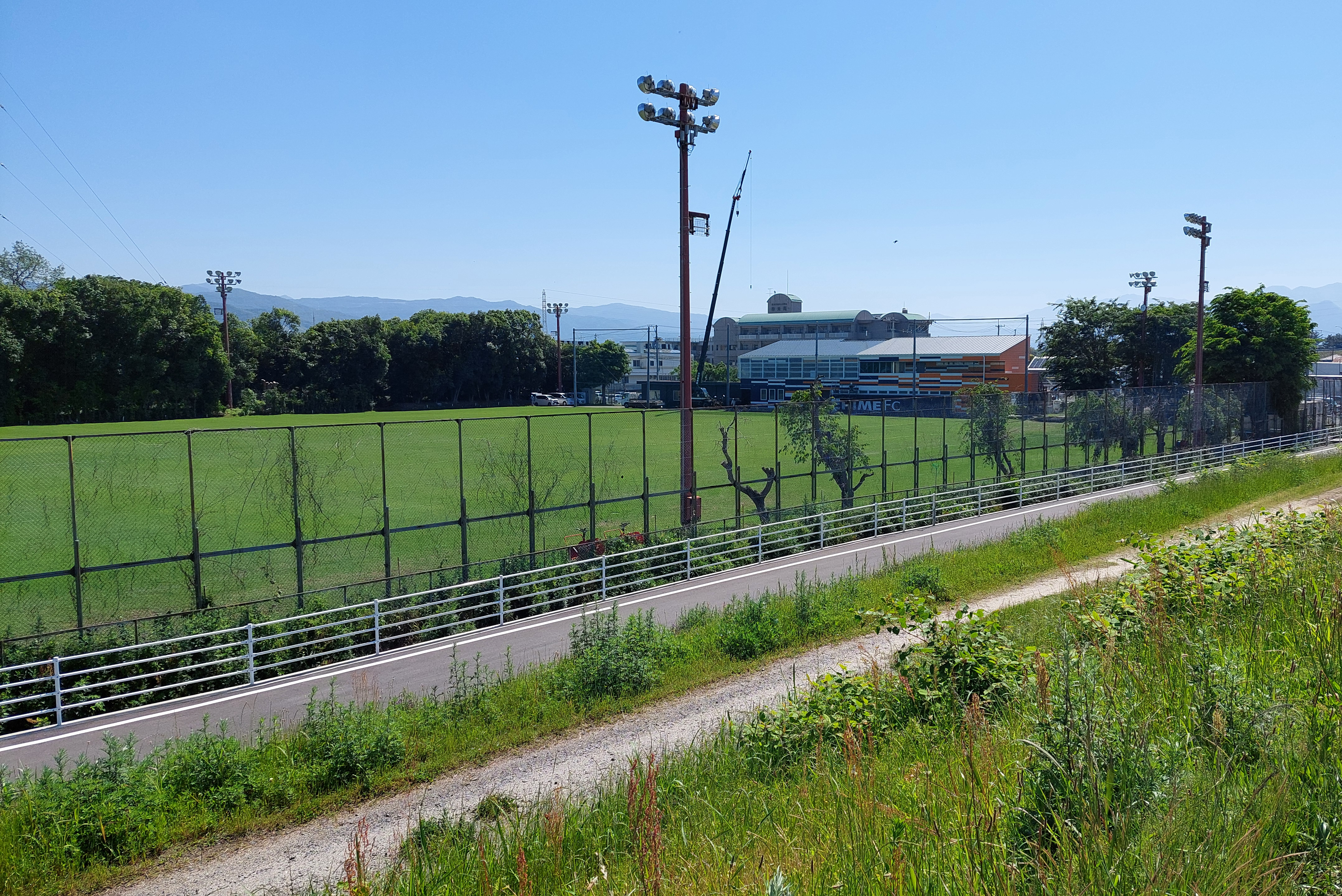
南海放送サンパーク

## ユニフォーム

### クラブカラー
- - 2004年   青

南宇和高校サッカー部のユニフォームカラーにちなむ。
- 2005年 -    オレンジ[1]

### ユニフォームスポンサー
| 掲出箇所   | スポンサー名           | 表記                             | 掲出年   | 備考 |
| 胸         | ニンジニアネットワーク | ra shınk ニンジニア              | 2022年 - | 2004年は背中上部 2004年は「ニンジニアネットワーク www.ningineer.com」表記 2008年 - はスタジアムネーミングライツ契約締結 |
| 鎖骨       | ベネフィット・ワン     | Benefit one                      | 2020年 - | 左側に表記 |
| 鎖骨       | 小林有吾STUDIO・1846   | EHIMEFC empowers アオアシ AOASHI | 2023年 - | 右側に表記 |
| 背中上部   | 伊予銀行               | 伊予銀行                         | 2014年 - | |
| 背中下部   | スカイテクノエンジ     | スカイテクノエンジ               | 2021年 - | |
| 袖         | 三浦工業               | MIURA                            | 2006年 - | 2003年 - 2004年は胸 2005年は背中上部 2003年 - 2009年途中は「Zボイラ MIURA」表記                                         |
| パンツ前面 | フジ                   | FUJI                             | 2006年 - | 2006年 - 2017年は「Fuji」表記                                                                                           |
| パンツ背面 | TREASURY               | Great Sign                       | 2024年 - | |

### ユニフォームサプライヤーの遍歴
- - 2002年：アンブロ
- 2003年 - 2007年：ディアドラ
- 2008年 - 2022年[30]：ミズノ
- 2023年[31] - 現在：ジョガボーラ

### 歴代ユニフォーム
| FP 1st |      |      |      |        |
| 2006   | 2007 | 2008 | 2009 | 2010   |
| 2011   | 2012 | 2013 | 2014 | 2015   |
| 2016   | 2017 | 2018 | 2019 | 2020   |
| 2021   | 2022 | 2023 | 2024 | 2025 - |
|        |      |      |      |        |

| FP 2nd |      |      |      |        |
| 2006   | 2007 | 2008 | 2009 | 2010   |
| 2011   | 2012 | 2013 | 2014 | 2015   |
| 2016   | 2017 | 2018 | 2019 | 2020   |
| 2021   | 2022 | 2023 | 2024 | 2025 - |
|        |      |      |      |        |

### 歴代ユニフォームスポンサー表記
| 年度 | 箇所                | 箇所        | 箇所                             | 箇所                                     | 箇所               | 箇所                     | 箇所       | 箇所       | サプライヤー |
| 年度 | 胸                  | 鎖骨左      | 鎖骨右                           | 背中上部                                 | 背中下部           | 袖                       | パンツ前面 | パンツ背面 | サプライヤー |
| 2001 | Zボイラ MIURA       | 解禁前      | 解禁前                           | NetzTOYOTA ネッツトヨタ愛媛              | 解禁前             | HOTTΛ CONSTRUCTION CORP. | -          | 解禁前     | UMBRO        |
| 2002 | Zボイラ MIURA       | 解禁前      | 解禁前                           | NetzTOYOTA ネッツトヨタ愛媛              | 解禁前             | HOTTΛ CONSTRUCTION CORP. | -          | 解禁前     | UMBRO        |
| 2003 | Zボイラ MIURA       | 解禁前      | 解禁前                           | NetzTOYOTA ネッツトヨタ愛媛              | 解禁前             | HOTTΛ CONSTRUCTION CORP. | 愛媛銀行   | 解禁前     | DIADORA      |
| 2004 | Zボイラ MIURA       | 解禁前      | 解禁前                           | ニンジニアネットワーク www.ningineer.com | 解禁前             | HOTTΛ CONSTRUCTION CORP. | 愛媛銀行   | 解禁前     | DIADORA      |
| 2005 | エリエール          | 解禁前      | 解禁前                           | Zボイラ MIURA                            | 解禁前             | HOTTΛ CONSTRUCTION CORP. | 日新製鋼   | 解禁前     | DIADORA      |
| 2006 | エリエール          | 解禁前      | 解禁前                           | 太陽石油                                 | 解禁前             | Zボイラ MIURA            | Fuji       | 解禁前     | DIADORA      |
| 2007 | エリエール          | 解禁前      | 解禁前                           | 太陽石油                                 | 解禁前             | Zボイラ MIURA            | Fuji       | 解禁前     | DIADORA      |
| 2008 | エリエール          | 解禁前      | 解禁前                           | 太陽石油                                 | 解禁前             | Zボイラ MIURA            | Fuji       | 解禁前     | Mizuno       |
| 2009 | エリエール          | 解禁前      | 解禁前                           | SOLΔTO                                   | 解禁前             | Zボイラ MIURA/ MIURA     | Fuji       | 解禁前     | Mizuno       |
| 2010 | エリエール          | 解禁前      | 解禁前                           | SOLΔTO                                   | 解禁前             | MIURA                    | Fuji       | 解禁前     | Mizuno       |
| 2011 | エリエール          | 解禁前      | 解禁前                           | SOLΔTO                                   | 解禁前             | MIURA                    | Fuji       | 解禁前     | Mizuno       |
| 2012 | SOLΔTO              | 解禁前      | 解禁前                           | エリエール                               | 解禁前             | MIURA                    | Fuji       | 解禁前     | Mizuno       |
| 2013 | SOLΔTO              | 解禁前      | 解禁前                           | -                                        | 解禁前             | MIURA                    | Fuji       | 解禁前     | Mizuno       |
| 2014 | SOLΔTO              | 解禁前      | 解禁前                           | 伊予銀行                                 | 解禁前             | MIURA                    | Fuji       | 解禁前     | Mizuno       |
| 2015 | SOLΔTO              | 解禁前      | 解禁前                           | 伊予銀行                                 | 解禁前             | MIURA                    | Fuji       | 解禁前     | Mizuno       |
| 2016 | SOLΔTO              | 解禁前      | 解禁前                           | 伊予銀行                                 | elleair エリエール | MIURA                    | Fuji       | 解禁前     | Mizuno       |
| 2017 | SOLΔTO              | 解禁前      | 解禁前                           | 伊予銀行                                 | elleair エリエール | MIURA                    | Fuji       | 解禁前     | Mizuno       |
| 2018 | elleair エリエール  | -           | HIKΛRI                           | 伊予銀行                                 | -                  | MIURA                    | FUJI       | 解禁前     | Mizuno       |
| 2019 | elleair エリエール  | -           | HIKΛRI                           | 伊予銀行                                 | -                  | MIURA                    | FUJI       | 解禁前     | Mizuno       |
| 2020 | elleair エリエール  | Benefit one | HIKΛRI                           | 伊予銀行                                 | -                  | MIURA                    | FUJI       | -          | Mizuno       |
| 2021 | elleair エリエール  | Benefit one | HIKΛRI                           | 伊予銀行                                 | スカイテクノエンジ | MIURA                    | FUJI       | -          | Mizuno       |
| 2022 | ra shınk ニンジニア | Benefit one | HIKΛRI                           | 伊予銀行                                 | スカイテクノエンジ | MIURA                    | FUJI       | -          | Mizuno       |
| 2023 | ra shınk ニンジニア | Benefit one | EHIMEFC empowers アオアシ AOASHI | 伊予銀行                                 | スカイテクノエンジ | MIURA                    | FUJI       | -          | JOGARBOLA    |
| 2024 | ra shınk ニンジニア | Benefit one | EHIMEFC empowers アオアシ AOASHI | 伊予銀行                                 | -                  | MIURA                    | FUJI       | Great Sign | JOGARBOLA    |

## 下部組織

### アカデミー
下部組織としてユース、ジュニアユースを設置している。また、ユース以下の下部組織の他に、女子チームの愛媛FCレディースがある。
なお2009年に今治市を本拠地とする「愛媛しまなみFC」（当時）を愛媛FCの男子第1種のセカンドチームとして位置づけ、「愛媛FCしまなみ」と称していたが、2012年をもって提携関係を解消、現在は「FC今治」として活動している。

### タイトル
U-18
- 高円宮杯U-18サッカーリーグ プリンスリーグ四国：2003年、2004年、2005年、2008年、2009年、2010年、2013年、2018年、2022年、2024年

U-15
- 四国U-15クローバーリーグ：2011年、2012年、2013年

## マスコット
愛媛FCのクラブマスコットは、「オ〜レくん」、「たま媛ちゃん」、「伊予柑太」の3人。これらのマスコットは、愛媛県松山の出身でサッカー漫画『ORANGE』の作者・能田達規がデザインし、同作に登場する南予オレンジのマスコット「ぼん太くん」と同様、愛媛県の特産物である柑橘類（オレンジ、ミカン、伊予柑）を擬人化したものである。能田は、アウェイ戦毎に愛媛FCホームページに1コマ漫画を掲載しており、その際、3人のペットとして猫を飼っている設定をしている。なお、誕生当初はそれぞれ「オレンJ」、「マンダリーニョ」、「いよカーン」という名称だったが、商標の問題により2006年のJ2参入時に改名している。
オ〜レ君はホームのフィールドプレーヤー、たま媛ちゃんはアウェイのフィールドプレーヤー、伊予柑太はゴールキーパーという設定であり、ユニフォームは各々のポジションに対応した物を着用している。
誕生当初は、3人には着ぐるみがなく、頭だけが張りぼての面、首から下は生身の人間という姿であったが、2006年以降、オ〜レくんとたま媛ちゃん、2009年には伊予柑太が着ぐるみ化し、J参入4年目でようやく「本物」のマスコットが揃う形になった。
この他に非公式マスコットとして、カエルをモチーフにした「一平くん」がいる。

## メディア

### テレビ
南海放送
- KICK OFF! EHIME - 毎週土曜日 11:35 - 11:45